# Томас Гант Морган
Томас Гант Морган (англ. Thomas Hunt Morgan; 25 вересня 1866, Лексингтон — 4 грудня 1945 Пасадіна) — американський біолог, один з основоположників генетики, іноземний член-кореспондент РАН (1923) і іноземний почесний член АН СРСР, голова Шостого Міжнародного конгресу з генетики в Ітака, штат Нью-Йорк (1932). Лауреат Нобелівської премії з фізіології або медицини 1933 року «За відкриття, пов'язані з роллю хромосом у спадковості».
Президент Національної АН США (1927—1931). Томас Морган і його учні (Г. Дж. Меллер, А. Г. Стертевант та ін) обґрунтували хромосомну теорію спадковості; встановили закономірності розташування генів в хромосомах; сприяли з'ясуванню цитологічних механізмів законів Грегора Менделя та розробки генетичних основ теорії природного відбору. Помер у 1945 році від шлункової кровотечі.